# Rejchartice
Rejchartice település Csehországban, Šumperki járásban. Rejchartice Šumperk, Kopřivná, Bratrušov, Velké Losiny és Rapotín településekkel határos. Lakosainak száma 172 fő (2024. január 1.).

## Népesség
A település lakosságának változását az alábbi diagram mutatja:
| Lakosok száma | 539  | 548  | 490  | 208  | 186  | 176  | 187  | 187  | 164  | 172  |
|               | 1869 | 1900 | 1921 | 1961 | 1980 | 2011 | 2016 | 2019 | 2021 | 2024 |